# کامرون، شهرستان مندوسینو، کالیفرنیا
کامرون (به انگلیسی: Cameron) یک منطقهٔ مسکونی در ایالات متحده آمریکا است که در شهرستان مندوسینو، کالیفرنیا واقع شده‌است. کامرون ۴۳۷ متر بالاتر از سطح دریا واقع شده‌است.